# Ionització per efecte túnel

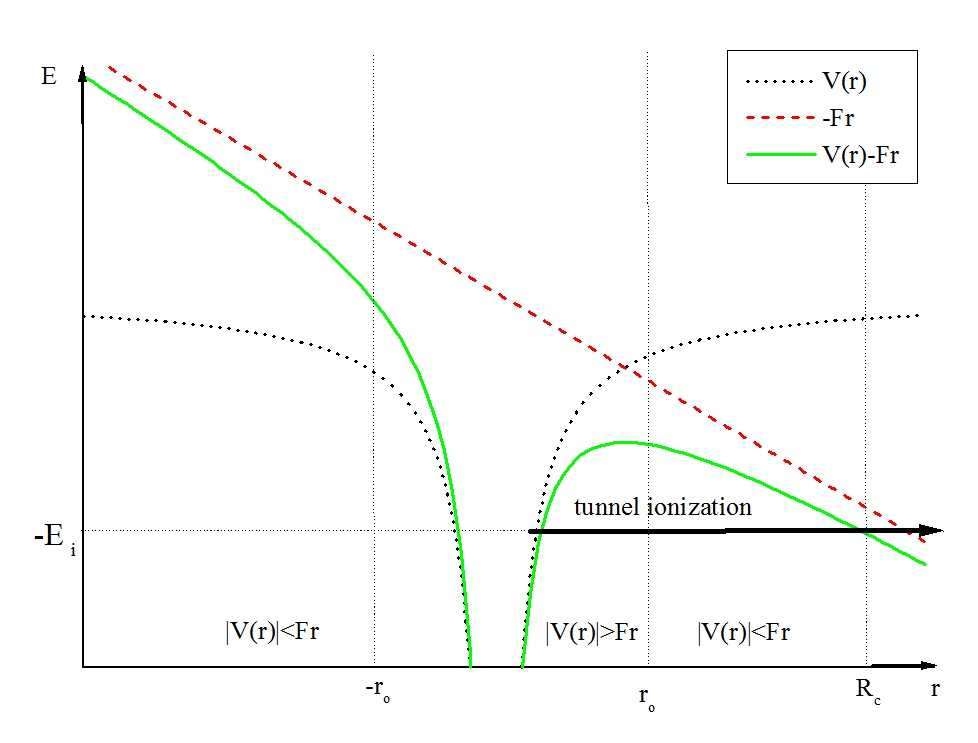
Potencial combinat d'un àtom i un camp làser uniforme. A distàncies, el potencial del làser es pot descuidar, mentre que a distàncies amb, el potencial de Coulomb és insignificant en comparació amb el potencial del camp làser. L'electró emergeix de sota la barrera a. és el potencial d'ionització de l'àtom.

La ionització per efecte túnel és un procés en el qual els electrons d'un àtom (o d'una molècula) travessen la barrera de potencial i escapen de l'àtom (o molècula). En un camp elèctric intens, la barrera potencial d'un àtom (molècula) es distorsiona dràsticament. Per tant, a mesura que la longitud de la barrera que han de passar els electrons disminueix, els electrons poden escapar del potencial de l'àtom amb més facilitat. La ionització per efecte túnel és un fenomen de mecànica quàntica, ja que en la imatge clàssica un electró no té prou energia per superar la barrera potencial de l'àtom.
Quan l'àtom es troba en un camp extern de corrent continu, la barrera de potencial de Coulomb es redueix i l'electró té una probabilitat augmentada i diferent de nul·la de creuar la barrera de potencial. En el cas d'un camp elèctric altern, la direcció del camp elèctric s'inverteix després del mig període del camp. L'electró ionitzat pot tornar al seu ió pare. L'electró pot recombinar-se amb el nucli (nuclis) i la seva energia cinètica s'allibera en forma de llum (generació harmònica alta). Si la recombinació no es produeix, una ionització addicional pot procedir per col·lisió entre electrons d'alta energia i un àtom (molècula) pare. Aquest procés es coneix com a ionització no seqüencial.

## Ionització de túnel de CC
La ionització en túnel de l'estat fonamental d'un àtom d'hidrogen en un camp electroestàtic (DC) va ser resolta esquemàticament per Landau, utilitzant coordenades parabòliques. Això proporciona un sistema físic simplificat que li dona una dependència exponencial adequada de la taxa d'ionització del camp extern aplicat. Quan {\displaystyle E<<E_{a}}, la velocitat d'ionització d'aquest sistema ve donada per:{\displaystyle w=4\omega _{a}{\frac {E_{a}}{\left|E\right|}}\exp \left[-{\frac {2}{3}}{\frac {E_{a}}{\left|E\right|}}\right]}
Landau ho va expressar en unitats atòmiques on {\displaystyle m=e=\hbar =1}. En unitats SI els paràmetres anteriors es poden expressar com:
{\displaystyle E_{a}={\frac {m^{2}e^{5}}{(4\pi \epsilon _{0})^{3}\hbar ^{4}}}} {\displaystyle \omega _{a}={\frac {me^{4}}{(4\pi \epsilon _{0})^{2}\hbar ^{3}}}}
La taxa d'ionització és la probabilitat total de corrent a través del punt d'inflexió clàssic exterior. Això es troba utilitzant l'aproximació WKB per fer coincidir la funció d'ona d'hidrogen de l'estat fonamental a través de la barrera de potencial coulomb suprimida.

## Camp elèctric de CA
a taxa d'ionització d'un àtom d'hidrogen en un camp elèctric altern, com el d'un làser, es pot tractar, en el límit adequat, com la velocitat d'ionització de DC mitjana durant un sol període d'oscil·lació del camp elèctric. La ionització multifotònica i túnel d'un àtom o d'una molècula descriu el mateix procés pel qual un electró limitat, mitjançant l'absorció de més d'un fotó del camp làser, s'ionitza. La diferència entre ells és una qüestió de definició en diferents condicions. D'ara endavant es poden anomenar MPI (ionització multifotòn) sempre que la distinció no sigui necessària. La dinàmica del MPI es pot descriure trobant l'evolució temporal de l'estat de l'àtom que es descriu per l'equació de Schrödinger.